# Clydesdale
Clydesdale é uma raça de cavalo de tração originária da Escócia. Semelhante ao cavalo Shire, porém com pernas mais longas, foi criado no sudeste da Escócia, na metade do século XVIII, especialmente para transportar todo e qualquer tipo de carga pesada. É um animal ativo e forte, de temperamento disposto e equilibrado. Pode apresentar-se nas pelagens zaino, zaino negro, negro ou tordilho e mede aproximadamente 1,60 metro de altura na cernelha.o maior cavalo do mundo é dessa espécie o seu preço por ser o maior do mundo e de um milhão  

## História
Os cavalos de Grande Porte foram originalmente desenvolvidos para o uso em guerras, tanto para levar as catapultas (cavalos de tiro) ou os cavaleiros de armadura pesada para a batalha. Agricultores escoceses mais tarde começaram a usar alguns dos maiores garanhões Ingleses e Flamengos em éguas locais. Eles finalmente produziram um poderoso cavalo com um passo longo e um casco muito resistente, perfeito para trabalhar nos solos moles das terras ásperas da Escócia.
No final do século XIX, a popularidade da raça Clydesdale floresceu, levando a um grande número de exportações para os países da comunidade britânica da Austrália, Nova Zelândia, Canadá, e Estados Unidos. Ele foi muito importante em todo o desenvolvimento da Austrália. Hoje, o Clydesdale ainda é um dos favoritos em todos os países acima mencionados. 
A raça Clydesdale viu o ressurgimento de popularidade na última parte do século XX. Apesar de substituído pelo trator na maioria das fazendas, este cavalo amado ainda trabalha na agricultura e silvicultura, onde os tratores são incapazes ou não desejados. 
A versatilidade da raça é evidenciado pelo número crescente de modalidades hípicas que é utilizada. Popular com os serviços de transporte, o Clydesdale é adequado para o trabalho e sempre atrai a admiração do público. Desfiles de rua não são completos sem a passagem dos Clysdesdale pisando alto a frente de uma imponente Atrelagem. Sob a sela, o Clydesdale se supera em muitas atividades, incluindo dressage, salto, cavalgadas e para a equitação terapêutica.